# Trachyspina capensis
Trachyspina capensis är en spindelart som beskrevs av Norman I. Platnick 2002. Trachyspina capensis ingår i släktet Trachyspina och familjen Trochanteriidae.
Artens utbredningsområde är Western Australia. Inga underarter finns listade i Catalogue of Life.